# نامراتا شیرودکار
نامراتا شیرودکار (انگلیسی: Namrata Shirodkar؛ زادهٔ ۲۲ ژانویه ۱۹۷۲) یک هنرپیشه اهل هند است.
از فیلم‌ها یا برنامه‌های تلویزیونی که وی در آن نقش داشته‌است می‌توان به عروس و تعصب اشاره کرد.

## فیلم‌شناسی
فهرست برخی از فیلم‌هایی که نامراتا شیرودکار در آنها به ایفای نقش پرداخته‌است:
- عروس و تعصب
- وقتی عشق برای کسی اتفاق می‌افتد
- کلک
- آغاز
- سلاح
- واقعیت
- اگه می‌تونی منو متوقف کن
- حس ناشناخته
- همیشه با هم
- پاسخ
- تهذیب
- راهنمای مالاگا
- هویت
- حشیش
- زندگی کن اما مغرور نباش
- قلب و عاشقانه
- قهرمان هندوستانی